# Rhadinorhynchidae
Famille
Synonymes
- Gorgorhynchidae Van Cleave & Lincicome, 1940[1]
- Gymnorhadinorhynchidae Braicovich, Lanfranchi, Farber, Marvaldi, Luque & Timi, 2014[1]
- Leptorhynchoididae Witenberg, 1932[1]
- Micracanthorhynchinidae Yamaguti, 1963[1]
- Raorhynchidae Tripathi, 1959[1]

Les Rhadinorhynchidae sont une famille d'acanthocéphales. Les  acanthocéphales sont des vers à tête épineuse, c'est-à-dire de petits animaux vermiformes. Ce sont des parasites de vertébrés qui se caractérisent par un proboscis rétractable portant des épines courbées en arrière qui leur permet de s'accrocher à la paroi intestinale de leurs hôtes.

## Systématique
En 1912, Max Lühe (d) crée la sous-famille Rhadinorhynchinae pour y intégrer le genre Rhadinorhynchus qu'il a créé en 1911. Ce n'est qu'en 1923 que Lauro Travassos (d) élève cette sous-famille au rang de famille à part entière sous le taxon Rhadinorhynchidae. Ceci explique pourquoi certaines sources proposent Lühe, 1912 (comme l'ITIS et WoRMS) au lieu de Travassos, 1923 pour cette famille.

## Liste des sous-familles et genres
Selon BioLib (28 juin 2020) :
- sous-famille Golvanacanthinae Paggi & Orecchia, 1972
  - genre Golvanacanthus Paggi & Orecchia, 1972
- sous-famille Gorgorhynchinae Van Cleve & Lincicome, 1940
  - genre Australorhynchus Lebedev, 1967
  - genre Cleaveius Subramanian, 1927
  - genre Gorgorhynchoides Cable & Linderoth, 1963
  - genre Gorgorhynchus Chandler, 1934
  - genre Hanumantharaorhynchus Chandra, 1983
  - genre Leptorhynchoides Kostylev, 1924
  - genre Metacanthocephaloides Yamaguti, 1959
  - genre Metacanthocephalus Yamaguti, 1959
  - genre Micracanthorhynchina Strand, 1936
  - genre Paracanthorhynchus Edmonds, 1967
  - genre Pseudauchen Yamaguti, 1963
  - genre Pseudoleptorhynchoides Salgado-maldonado, 1976
  - genre Sclerocollum Schmidt & Paperna, 1978
- sous-famille Rhadinorhynchinae Luehe, 1912
  - genre Cathayacanthus Golvan, 1969
  - genre Megistacantha Golvan, 1960
  - genre Paragorgorhynchus Golvan, 1957
  - genre Raorhynchus Tripathi, 1959
  - genre Rhadinorhynchus Lühe, 1911
- sous-famille Serrasentinae Petrochenko, 1956
  - genre Serrasentis Van Cleave, 1923
- sous-famille Serrasentoidinae Parukhin, 1982
  - genre Serrasentoides Parukhin, 1971